# ولان
ولان هي بلدة صحراوية وبرج في جنوب الجزائر. تقع القرية في ولاية أدرار إلى الجنوب الشرقي من رقان. يقع البرج على ارتفاع حوالي 346 م فوق مستوى سطح البحر وتقع في قلب تنزروفت، وهي واحدة من أكثر المناطق حرارة وجفافًا في الصحراء الكبرى، أكبر صحراء حارة في العالم.

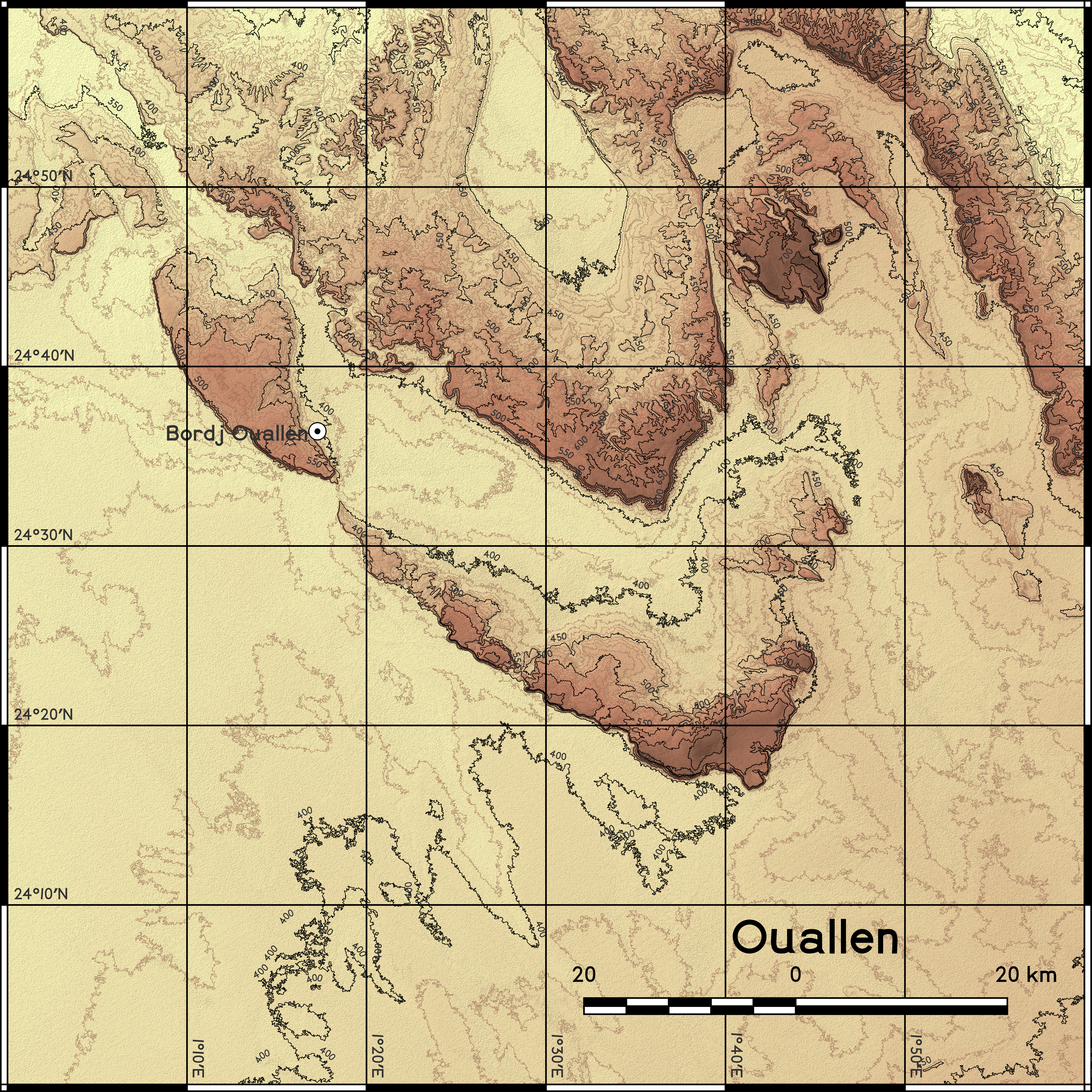
خريطة طبوغرافية لمحيط ولان/ الجزائر

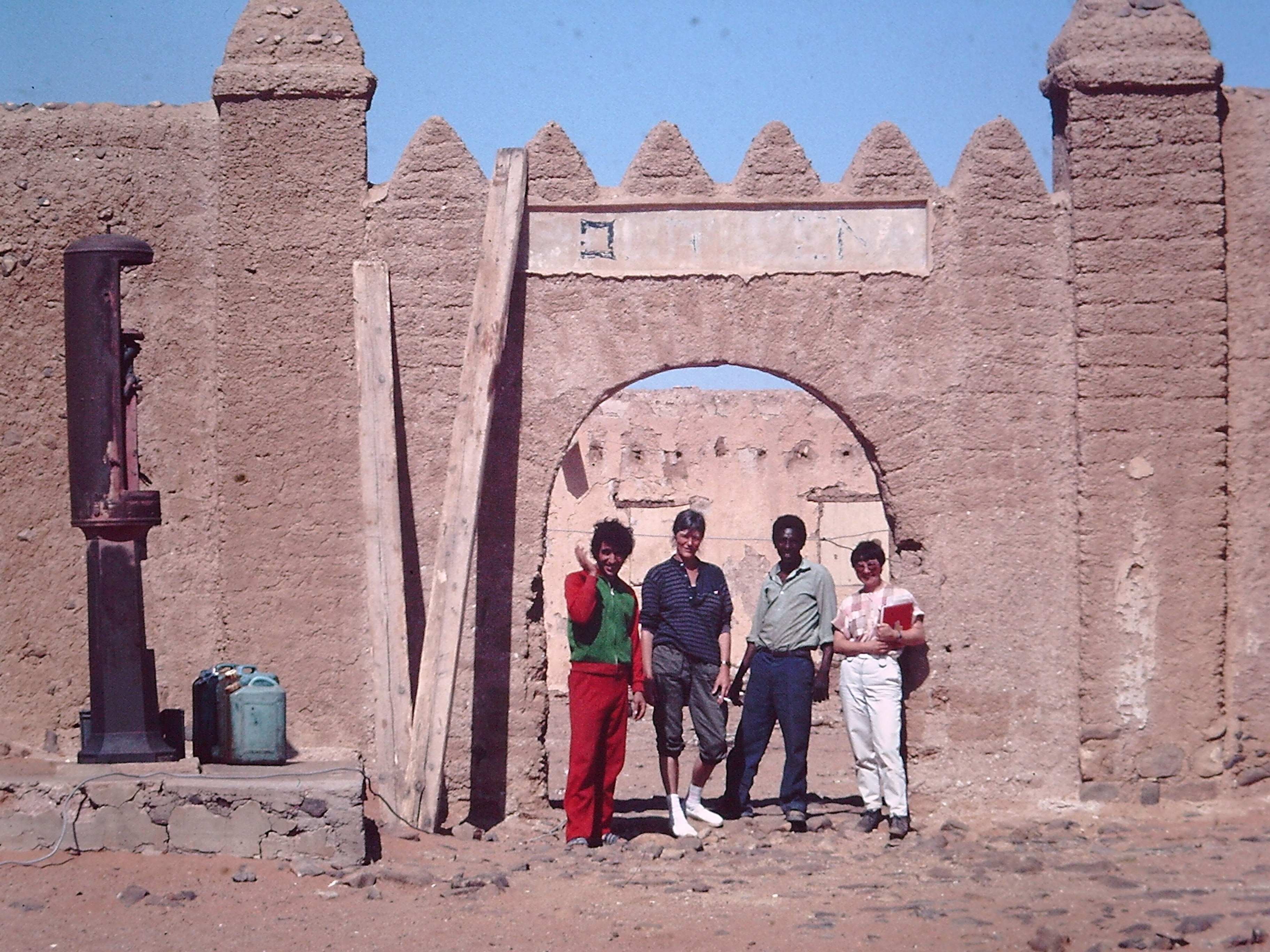

## مناخ
تتميز ولان بمناخ صحراوي حار ( تصنيف مناخ كوبن BWh )، مع صيف طويل حار جدًا وشتاء قصير ودافئ للغاية، ويبلغ متوسط هطول الأمطار في السنة 17 مليمتر (0.67 بوصة). يتميز المناخ المشمس والحار والجاف بشكل مفرط بدرجات حرارة عالية جدًا وما يقرب من الصفر هطول الأمطار طوال العام. خلال عدة أشهر من العام، تكون درجات الحرارة عند 40 درجة شائعة، ومن يونيو إلى أغسطس، بشكل شامل، تحوم درجات الحرارة باستمرار حول 45 درجة ونادرًا ما تنخفض أدنى المستويات إلى أقل من 30 درجة. متوسط درجة الحرارة السنوي يتجاوز 28 درجة في ولان.
| البيانات المناخية لـولان (2010 - 2013)                         | البيانات المناخية لـولان (2010 - 2013) | البيانات المناخية لـولان (2010 - 2013) | البيانات المناخية لـولان (2010 - 2013) | البيانات المناخية لـولان (2010 - 2013) | البيانات المناخية لـولان (2010 - 2013) | البيانات المناخية لـولان (2010 - 2013) | البيانات المناخية لـولان (2010 - 2013) | البيانات المناخية لـولان (2010 - 2013) | البيانات المناخية لـولان (2010 - 2013) | البيانات المناخية لـولان (2010 - 2013) | البيانات المناخية لـولان (2010 - 2013) | البيانات المناخية لـولان (2010 - 2013) | البيانات المناخية لـولان (2010 - 2013) |
| الشهر                                                          | يناير                                  | فبراير                                 | مارس                                   | أبريل                                  | مايو                                   | يونيو                                  | يوليو                                  | أغسطس                                  | سبتمبر                                 | أكتوبر                                 | نوفمبر                                 | ديسمبر                                 | المعدل السنوي                          |
| -------------------------------------------------------------- | -------------------------------------- | -------------------------------------- | -------------------------------------- | -------------------------------------- | -------------------------------------- | -------------------------------------- | -------------------------------------- | -------------------------------------- | -------------------------------------- | -------------------------------------- | -------------------------------------- | -------------------------------------- | -------------------------------------- |
| متوسط درجة الحرارة الكبرى °م (°ف)                              | 24.5 (76.1)                            | 28.3 (82.9)                            | 33.1 (91.6)                            | 36.5 (97.7)                            | 41.0 (105.8)                           | 45.2 (113.4)                           | 45.2 (113.4)                           | 43.9 (111.0)                           | 42.7 (108.9)                           | 36.9 (98.4)                            | 31.6 (88.9)                            | 27.1 (80.8)                            | 36.3 (97.4)                            |
| المتوسط اليومي °م (°ف)                                         | 16.0 (60.8)                            | 19.9 (67.8)                            | 24.5 (76.1)                            | 27.9 (82.2)                            | 32.5 (90.5)                            | 36.4 (97.5)                            | 37.6 (99.7)                            | 36.7 (98.1)                            | 34.9 (94.8)                            | 29.7 (85.5)                            | 23.1 (73.6)                            | 18.6 (65.5)                            | 28.2 (82.7)                            |
| متوسط درجة الحرارة الصغرى °م (°ف)                              | 7.7 (45.9)                             | 11.2 (52.2)                            | 15.9 (60.6)                            | 19.3 (66.7)                            | 24.0 (75.2)                            | 27.9 (82.2)                            | 30.1 (86.2)                            | 29.6 (85.3)                            | 27.0 (80.6)                            | 22.4 (72.3)                            | 14.6 (58.3)                            | 9.8 (49.6)                             | 20.0 (67.9)                            |
| الهطول مم (إنش)                                                | 3.0 (0.12)                             | 1.0 (0.04)                             | 0.0 (0.0)                              | 0.0 (0.0)                              | 0.3 (0.01)                             | 0.3 (0.01)                             | 2.0 (0.08)                             | 9.5 (0.37)                             | 1.0 (0.04)                             | 0.3 (0.01)                             | 0.0 (0.0)                              | 0.0 (0.0)                              | 17.4 (0.68)                            |
| المصدر: Global climatology for Ouallene, Algeria (2010 - 2013) |                                        |                                        |                                        |                                        |                                        |                                        |                                        |                                        |                                        |                                        |                                        |                                        |                                        |

## التاريخ
بعد نجاح مهمة سيتروين، قام الصناعي غاستون غراديس، الذي يعمل في العديد من المجالات من بينها بناء طائرات نيوپورت، بتأسيس شركة النقل العام عبر الصحراء (CGT) في عام 1923. يترأس هذه الشركة الجنرال إستيان، وكان هدفها استكشاف وتجهيز طريق عبر الصحراء يناسب إقامة سكة حديدية وخط جوي. وكانت الطريق المخصصة للسيارات هي الأساس المنطقي الذي يسمح ببناء السكة الحديدية والمطارات.
نظمت CGT مهمة الجزائر-النيجر عبر منطقة تنزروفت بقيادة جورج إستيان، حيث انطلقت الرحلة من الجزائر في 9 نوفمبر 1923 بأربع سيارات جنزير من سيتروين وطائرة نيوپورت ذات أجنحة قابلة للطي. كان من المفترض استخدام الطائرة للاستطلاع عبر الكثبان الرملية في الصحراء الكبرى الغربية للوصول إلى تيميمون، ولكن الطائرة تحطمت عند هبوطها في كثبان حاسي الحمري.
في نوفمبر 1924، أعاد غراديس المحاولة بمهمة غراديس الثانية على نفس المسار، هذه المرة مع ضيف مميز: المارشال فرانشيه دي إسبري، ولكن باستخدام سيارات رينو بست عجلات.
نجحت CGT في تحديد طريق مباشر بين رقان وغاو، متجنبة المناطق الوعرة والكثبان الرملية. أصبحت منطقة تنزروفت، التي كانت تخشى سابقًا، ملائمة تمامًا لمرور السيارات وهبوط الطائرات. استخدم هذا الطريق في السنوات التالية من قبل عدة بعثات عبر الصحراء جوًا وبرًا، بما في ذلك رحلة المارشال فرانشيه دي إسبري، وغارة ديليجيت، والرحلة السوداء، ومهمة دي جويس.
في اولان، يوجد أحد الآبار الدائمة القليلة في المنطقة، ولا توجد مياه شمالاً قبل رقان على بعد 300 كم، ولا جنوبًا قبل برج الأمير على بعد 400 كم. نشأت اولان بسبب هذه الضرورة، واستمرت فيما بعد بفضل محطة الطقس التي خدمت، من بين أمور أخرى، في تجارب القنابل الذرية المختلفة في رقان.